# Neaetha
Neaetha is een geslacht van spinnen uit de familie springspinnen (Salticidae).

## Soorten
De volgende soorten zijn bij het geslacht ingedeeld:
- Neaetha absheronica Logunov & Guseinov, 2002
- Neaetha aegyptiaca Denis, 1947
- Neaetha alborufula Caporiacco, 1949
- Neaetha catula Simon, 1886
- Neaetha catulina Berland & Millot, 1941
- Neaetha cerussata (Simon, 1868)
- Neaetha fulvopilosa (Lucas, 1846)
- Neaetha irreperta Wesolowska & Russell-Smith, 2000
- Neaetha maxima Wesolowska & A. Russell-Smith, 2011
- Neaetha membrosa (Simon, 1868)
- Neaetha oculata (O. P.-Cambridge, 1876)
- Neaetha ravoisiei (Lucas, 1846)